# Антенное согласующее устройство
Антенное согласующее устройство (АСУ, антенный тюнер) — техническое средство, предназначенное для согласования параметров антенны с параметрами передатчика, приёмника или фидерной линии, выполненное в виде отдельного блока, устанавливаемого непосредственно у ввода антенны. При необходимости, с помощью АСУ производится также симметрирование антенны. Под согласованием подразумевается такое преобразование входного или выходного сопротивления антенны, чтобы оно было равно волновому сопротивлению питающего фидера, либо, при непосредственном подключении (без фидера), соответствовало оптимальной работе выходного устройства передатчика, входного устройства приёмника.

## Виды АСУ
- АСУ с неперестраеваемыми параметрами, для узкого диапазона частот
  - Узкодиапазонные АСУ на дискретных LC-элементах
  - АСУ на основе цепей с распределёнными параметрами (на отрезках линий)
- АСУ с ручной настройкой
- АСУ с автоматической настройкой

## Устройство и работа АСУ

### Общие принципы устройства АСУ на дискретных элементах
Согласование в таких АСУ производится с помощью цепей, состоящих из катушек индуктивности и конденсаторов, то есть элементов, имеющих реактивный характер сопротивления, не потребляющих энергии. В некоторых случаях, дополнительно могут использоваться высокочастотные трансформаторы.
- Схемы цепей АСУ на дискретных элементах

### АСУ с ручной настройкой
В перестраиваемых АСУ кроме элементов с постоянными параметрами используются переменные устройства — конденсаторы переменной ёмкости, вариометры (переменные индуктивности), регулируемые автотрансформаторы, помимо этого, некоторые участки цепи могут переключаться с помощью высокочастотных переключателей или реле. Оператор производит настройку пользуясь таблицей или учитывая показания приборов. В отличие от неперестраиваемых АСУ перестраиваемые можно использовать в широких диапазонах частот, а также для разных антенн, отличающихся друг от друга характеристиками.

### АСУ на отрезках линий
АСУ на отрезках линий — наиболее простые устройства согласования, применяемые в основном в метровом и дециметровом диапазонах волн. Представляют собой цепи, являющиеся комбинацией отрезков линий определённых длины и волнового сопротивления. Для преобразования сопротивлений используются разные виды коаксиальных трансформаторов, для устранения реактивной составляющей импеданса — реактивные шлейфы, а для симметрирования — различные симметрирующие устройства, такие, как: U-колено, четвертьволновый стакан, симметрирующий мостик, симметрирующая щель и др.

## История
Сотрудник ЛЭТИ Г. Г. Чавка разработал теорию широкополосных антенных согласующих устройств (ШСУ), которые серийно освоены и внедрены на кораблях ВМФ СССР